# Альбрехт Генрих Брауншвейг-Вольфенбюттельский
Альбрехт Генрих Брауншвейг-Вольфенбюттельский (нем. Albrecht Heinrich von Braunschweig-Wolfenbüttel; 26 февраля 1742, Вольфенбюттель — 8 августа 1761, Хамм) — принц Брауншвейг-Вольфенбюттельский, офицер прусской армии.

## Биография
Альбрехт Генрих — третий сын герцога Карла I Брауншвейг-Вольфенбюттельского и Филиппины Шарлотты Прусской, сестры Фридриха Великого, младший брат герцога Карла Вильгельма Фердинанда. Обучался вместе с братьями у Иоганна Фридриха Вильгельма Иерузалема. Вслед за братьями принц Альбрехт Генрих посвятил себе военному делу и служил в прусской армии под началом наследного принца Карла Вильгельма Фердинанда. Спустя четыре дня после победы в сражении при Фелинггаузене 19-летний принц участвовал в схватке с французами, отважно бился с врагом и получил смертельное ранение в шею. Похоронен в Брауншвейгском соборе.